# Royal Rumble (1988)
Royal Rumble 1988 est le premier Royal Rumble , évènement de catch de la World Wrestling Federation. Il a eu lieu le 24 janvier 1988 au Copps Coliseum de Hamilton, Ontario, Canada.
C'est à ce jour le seul Royal Rumble à ne pas avoir été diffusé en pay-per-view aux États-Unis mais gratuitement sur la chaîne câblée USA Network, et le seul match du Royal Rumble à ne comprendre que 20 participants au lieu de 30.

## Résultats
| #                                                          | Résultats | Stipulations                                                                    | Commentaires | Durée |
| ---------------------------------------------------------- | --- | ------------------------------------------------------------------------------- | --- | ----- |
| 1                                                          | Ricky Steamboat bat Rick Rude par disqualification                                                                                      | Match simple                                                                    | | 16:40 |
| 2                                                          | The Jumping Bomb Angels (Noriyo Tateno et Itsuki Yamazaki) battent The Glamour Girls (c) (Judy Martin et Leilani Kai) (avec Jimmy Hart) | Tag team Two Out of Three Falls match pour le WWF Women's Tag Team Championship | - Martin bat Yamazaki avec un Alley Oop (6:06) - Yamazaki bat Kai avec un sunset flip (8:21) - Tateno bat Martin avec un double missile dropkick (15:21) | 15:21 |
| 3                                                          | Jim Duggan remporte le Royal Rumble 1988                                                                                                | Royal Rumble match                                                              | - Les deux derniers participants furent Duggan et One Man Gang.                                                                                          | 33:00 |
| 4                                                          | The Islanders (Haku et Tama) battent The Young Stallions (Paul Roma et Jim Powers)                                                      | Tag teamTwo Out of Three Falls match                                            | - Roma est compté à l'extérieur du ring. (7:00) - Haku bat Roma par soumission avec un Boston Crab. (14:00)                                              | 14:00 |
| (c) désigne le champion défendant son titre dans le match. | |                                                                                 | |       |

## Ordre d'entrée et d'élimination
Un nouvel entrant toutes les 2 minutes approximativement.
| #Entrée | Entrant              | #Élimination | Éliminé par                  | Temps |
| ------- | -------------------- | ------------ | ---------------------------- | ----- |
| 1       | Bret Hart            | 8            | Don Muraco                   | 25:42 |
| 2       | Tito Santana         | 2            | Bret Hart et Jim Neidhart    | 10:41 |
| 3       | Butch Reed           | 1            | Jake Roberts                 | 3:18  |
| 4       | Jim Neidhart         | 6            | Hillbilly Jim                | 19:06 |
| 5       | Jake Roberts         | 10           | One Man Gang                 | 21:52 |
| 6       | Harley Race          | 4            | Don Muraco                   | 10:03 |
| 7       | Jim Brunzell         | 5            | Nikolai Volkoff              | 12:06 |
| 8       | Sam Houston          | 7            | Ron Bass                     | 14:39 |
| 9       | Danny Davis          | 13           | Jim Duggan                   | 17:51 |
| 10      | Boris Zhukov         | 3            | Jake Roberts et Jim Brunzell | 2:33  |
| 11      | Don Muraco           | 17           | Dino Bravo et One Man Gang   | 16:16 |
| 12      | Nikolai Volkoff      | 11           | Jim Duggan                   | 11:40 |
| 13      | Jim Duggan           | -            | Vainqueur                    | 14:43 |
| 14      | Ron Bass             | 16           | Don Muraco                   | 10:14 |
| 15      | B. Brian Blair       | 9            | One Man Gang                 | 5:50  |
| 16      | Hillbilly Jim        | 12           | One Man Gang                 | 5:55  |
| 17      | Dino Bravo           | 18           | One Man Gang                 | 8:12  |
| 18      | The Ultimate Warrior | 14           | Dino Bravo et One Man Gang   | 3:51  |
| 19      | One Man Gang         | 19           | Jim Duggan                   | 6:50  |
| 20      | Junkyard Dog         | 15           | Ron Bass                     | 2:08  |

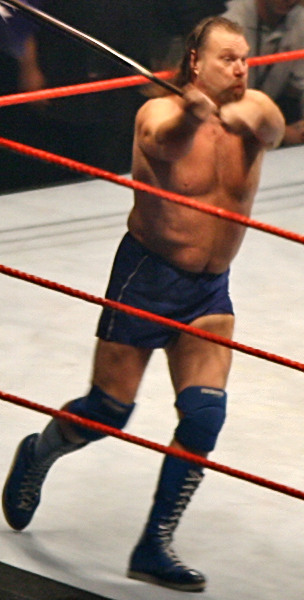
Jim Duggan, vainqueur du premier Royal Rumble.

One Man Gang est celui qui a éliminé le plus de catcheurs : 6.
Bret Hart est celui qui est resté le plus longtemps sur le ring avec 25 minutes et 42 secondes.
Boris Zhukov est celui qui est resté le moins longtemps sur le ring avec 2 minutes et 33 secondes.
Jim Duggan est celui qui a remporté le tout premier Royal Rumble de l'histoire de la World Wrestling Federation.

## Autres faits
Pendant cet évènement, Dino Bravo a tenté d'établir le record du monde de soulevé de poids, à 350 kg. Il a réussi grâce à l'aide de Jesse Ventura.
Une signature de contrat a également eu lieu entre Hulk Hogan et André the Giant en vue de leur combat à WWF The Main Event pour le WWF Championship.